# جائزة السويد الكبرى 1975
جائزة السويد الكبرى 1975 هو سباق فورمولا 1 أقيم بتاريخ 8 يونيو 1975 على حلبة أندرستورب. كان السابع من أصل 14 في بطولة العالم لسباقات الفورمولا واحد موسم 1975. حلّ النمساوي نيكي لاودا أولا وكارلوس ريوتيمان ثانيا وكلاي ريجاتسوني ثالثا.